# Ella Rumpf
Ella Rumpf (París, 4 de febrero de 1995) es una actriz de cine y televisión suiza nacida en Francia. Es más conocida por sus papeles en las películas Raw (2016), Tiger Girl (2017) y The Divine Order (2017).

## Biografía
Rumpf interpretó a Ali en la aclamada película War (Chrieg), de 2014, dirigida por Simon Jaquemet. Por su papel en esta cinta fue nominada a mejor actriz de reparto en los premios Swiss Film. Tuvo que afeitar su cabeza para interpretar el papel. Protagonizó junto a la actriz francesa Garance Marillier la película Raw (2016) y en 2017 formó parte del elenco de las producciones Tiger Girl y The Divine Order (Die göttliche Ordnung). En 2020 protagonizó la serie de suspenso alemana Freud.

## Filmografía

### Cine
| Año  | Título                    | Rol        | Notas |
| ---- | ------------------------- | ---------- | ----- |
| 2011 | Summer Outside            | Mia        |       |
| 2014 | War                       | Ali        |       |
| 2016 | Raw                       | Alexia     |       |
| 2017 | Tiger Girl                | Tiger      |       |
| 2017 | The Divine Order          | Hanna      |       |
| 2023 | Le Théorème de Marguerite | Marguerite |       |

### Televisión
| Año  | Título     | Rol          | Notas |
| ---- | ---------- | ------------ | ----- |
| 2016 | Tatort     | Ava Fleury   |       |
| 2020 | Freud      | Fleur Salome |       |
| 2022 | Tokyo Vice | Polina       |       |